# Trzy serca (film 1939)
Trzy serca – polski film obyczajowy z 1939 roku, adaptacja powieści Tadeusza Dołęgi-Mostowicza o takim samym tytule.

## Treść
W majątku państwa Tynieckich rodzi się dwóch chłopców. Pierwszy z nich, Gogo, jest synem hrabiny Tynieckiej, a drugi – Maciek – synem żony lokaja. Matka Maćka, chcąc zapewnić potomkowi lepszy los, zamienia noworodki w łóżeczkach.

## Główne role
- Aleksander Żabczyński – Gogo
- Jerzy Pichelski – Maciek
- Elżbieta Barszczewska – Kasia, wychowanica hrabiny Tynieckiej
- Stanisław Łapiński – rządca Tynieckich
- Janina Krzymuska – Klocia
- Helena Buczyńska – ciotka Betsy
- Tadeusz Białoszczyński – lokaj Aleksander
- Aleksander Zelwerowicz – Tukałło
- Feliks Chmurkowski – Kolicz
- Stanisław Grolicki – dozorca
- Zofia Lindorfówna – Michalinka, żona Aleksandra
- Leokadia Pancewiczowa – hrabina Tyniecka
- Jerzy Chodecki – adwokat
- Wanda Polakowska – mała Kasia